# Teoria de Marcus
La teoria de Marcus (denominada en algunes de les seves formulacions com a teoria de Marcus-Hush-Jortner), és una teoria desenvolupada originalment per Rudolph A. Marcus. Explica les velocitats de les reaccions de transferència electrònica.
Rudolph A. Marcus va rebre el Premi Nobel de Química l'any 1992 per aquesta teoria. La teoria de Marcus és utilitzada per descriure un nombre de processos tan importants en química i biologia, com la fotosíntesi, la corrosió, certs tipus de quimioluminescència o la separació de càrregues en alguns tipus de cèl·lules solars.